# Hang in Long Enough
Hang in Long Enough è un singolo del cantante britannico Phil Collins, pubblicato nel 1990 ed estratto dall'album ...But Seriously.

## Video musicale
Il videoclip del brano, che si rifà all'affondamento del Titanic, è ambientato nel 1912 su un transatlantico di nome S. S. Udio (ironico riferimento al brano Sussudio). 
Phil Collins e la sua band vengono mostrati mentre eseguono il brano in sala davanti al pubblico, tuttavia il volume della loro musica porta la nave a impattare contro un iceberg. Mentre la band e il pubblico cercano di scappare verso le barche di salvataggio, Collins rimane sul palco per terminare la canzone. Le riprese della nave che affonda provengono dal film Titanic, latitudine 41 nord.
Il video si conclude con tutta la band e Collins che si trovano in una barca di salvataggio e vedono la nave affondare, mentre egli li rimprovera dicendo che ''stavano suonando troppo forte'' (Guys, I told you that you were playing too loud.).                       

## Tracce
- 7"

1. Hang in Long Enough
2. Around the World in 80 Presets

- 12"

1. Hang in Long Enough (Club Mix)
2. Hang in Long Enough (Pop Club Mix)
3. Hang in Long Enough (Dub 1)

- CD maxi

1. Hang in Long Enough
2. That's How I Feel
3. Hang in Long Enough (Pettibone Dub Mix)

## Formazione
- Phil Collins – voce, batteria, tastiera
- Daryl Stuermer – chitarra
- Dominic Miller – chitarra
- Nathan East – basso
- The Phenix Horns:
  - Don Myrick – sassofono
  - Louis Satterfield – trombone
  - Harry Kim – tromba
  - Rahmlee Michael Davis – tromba
- Tom Tom 99 – arrangiamento sezione fiati
- Alex Brown, Lynn Fiddmont, Marva King – cori
- Remix a cura di Shep Pettibone

## Classifiche
| Classifica (1990)                | Posizione massima |
| -------------------------------- | ----------------- |
| Canada                           | 9                 |
| Irlanda                          | 27                |
| Regno Unito                      | 34                |
| Stati Uniti                      | 23                |
| Stati Uniti (adult contemporary) | 38                |
| Stati Uniti (radio)              | 44                |